# Петруниха (приток Утки)
Петруниха — река на Урале, в городском округе Первоуральск Свердловской области. Приток Утки (Сухой Утки), притока Чусовой.

## География
Исток Петрунихи находится у восточного подножия Киргишанского увала, река течёт на восток и впадает в Утку у лини железной дороги на перегоне Дружинино — Кузино.
Длина реки — 11 км. Впадает в Сухую Утку слева, в 17 км от её устья.

## Данные водного реестра
По данным государственного водного реестра России, река Петруниха относится к Камскому бассейновому округу, водохозяйственный участок реки — Чусовая от города Ревды до в/п посёлка Кына, речной подбассейн — Кама до Куйбышевского водохранилища (без бассейнов рек Белой и Вятки), речной бассейн — Кама.
Код объекта в государственном водном реестре — 10010100612111100010386.